# Салыго, Николай Николаевич
Николай Николаевич Салыго (бел. Мікалай Мікалаевіч Салыга; род. 5 октября 2005, Молодечно, Минская область, Белоруссия) — белорусский хоккейный нападающий минского «Динамо». Игрок сборной Белоруссии.

## Игровая карьера
Воспитанник хоккейного клуба «Лида». На высоком уровне начал выступать с 2021 года за юношескую сборную Белорусси в высшей лиге чемпионата страны. В своем первом сезоне в данной лиге набрал 20 (6+14) очков за 44 матча. Сезон 2022/2023 продолжил выступать в высшей лиге, однако уже в составе юниорской сборной.
В сезоне 2023/2024 дебютировал в МХЛ в составе хоккейного клуба «Динамо-Шинник». В дебютном сезоне провел 50 матчей, в которых смог набрать 23 (7+16) очков. В этом же сезоне стал чемпионом высшей лиги чемпионата Белоруссии в составе «Юниора».
На «Кубке Будущего» в Новосибирске хоккеист провел за молодежную сборную 3 поединка, в одном из которых забросил одну шайбу. Также Салыго провел 2 матча за сборную Белоруссии на майском турне команды и отдал одну результативную передачу.
16 июля 2024 года заключил пробный контракт с минским «Динамо». 8 августа стало известно, что хоккеист заключил двусторонний контракт с «зубрами» на три года, однако почти сразу же был отправлен в фарм-клуб «Динамо-Шинник».
27 октября 2024 года дебютировал в составе минского «Динамо» в матче против «Локомотива». Из фарм-клуба Салыго был поднят в качестве лучшего игрока МХЛ: в 17 матчах заработал 24 (14+10) очка, при показателе полезности «+9».